# 新北市立中山國民中學
新北市立中山國民中學（New Taipei Municipal Zhongshan Junior High School），簡稱中山國中，位於新北市板橋區文化路一段188巷56號，是一所公立國民中學。

## 校史
中山國中創立於1981年，由首任校長湯錫珩先生兼任籌備。為緬懷中華民國國父之豐功偉業，及崇仰其愛國情操與革命精神，故取名為「中山」。
校址初設於板橋市中山路一段233號，即今新北市政府大樓所在地。1997年，該校配合板橋新站計畫，暫遷板橋市成都街原忠孝國小校址。1999年8月，位於原中油板橋油庫的新校舍完工，而遷至現址。

## 歷任校長
| 姓名   | 任期                       | 備註     |
| ------ | -------------------------- | -------- |
| 湯錫珩 | 1981年5月6日-1991年1月31日 |          |
| 林丕格 | 1991年2月1日-1994年2月1日  |          |
| 李豐章 | 1994年2月1日-1997年7月31日 |          |
| 陳黛薇 | 1997年8月1日-2004年7月31日 |          |
| 李月娥 | 2004年8月1日-2012年7月31日 |          |
| 曾菲菲 | 2012年8月1日-2015年7月31日 |          |
| 陳君武 | 2015年8月1日-2023年7月31日 |          |
| 范筱蓉 | 2023年8月1日-2025年5月5日  | 提前卸任 |
| 林玉婷 | 2025年5月5日-2025年7月31日 | 代理     |
| 林建成 | 2025年8月1日迄今           |          |

## 爭議事件

### 師鐸獎狼師案
2010年，曾獲師鐸獎的教師宋瑞賢在暑假期間以課後輔導之名義要求女學生到老師辦公室，趁四下無人時對女學生上下其手。事後校方未依法對該名教師予以停聘，而以請其請假在家、同意其侍親留職停薪、補行退休登記、函報其退休申請案等方式，協助該師以退休規避懲處責任。更在性別平等教育委員會認定性騷擾及性侵害成立、建議解聘該師之際，任意變更調查結果為「不成立性侵害，僅有性騷擾成立」，且決議不須送教師評審委員會審議，以規避解聘等行政懲處。之後經新北市政府教育局要求重新審議後，校方才認定該師性侵害成立並予以解聘。

### 教師違法逼生案
2010年至2011年，曾獲師鐸獎的教師宋瑞賢狼師行徑經媒體揭露後，其友好同事校內公民教師羅秋娥長期強力推薦導師班學生前往宋瑞賢教師與該校許文寶教師於板橋區中山路一段265巷違法招生之補習班，收費進行課後補習。惟媒體揭露事發後，該羅師鎖定導師班部分不配合前往該補習班補習的學生，動輒以言詞威逼與勒令罰寫不實自白書方式，發洩個人情緒，造成諸位學生身心壓力。羅師其後仍任教於該校第一線擔任導師，未見校內改善與懲處。經監察院調查後，彈劾新北市政府與新北市立中山國中。

### 中山國中校長霸凌教師
2024年7月19日新北市政府教育局接獲陳情，指稱該校校長霸凌教師。校內多名教師指控校長進行人身攻擊。不僅因教師站導護時未與她打招呼，公開飆罵代理教師，還以人事權恐嚇。此事引發校內多名教師心生不滿，造成許多代理老師離職，部分兼任行政職的教師亦選擇不再兼任。最終教育局調查報告指出，訪談內容跟證據不具持續性，認定職場霸凌不成立，但因校長情緒管控不佳，行政懲處小過一支，同時遭報請教育部廢止師鐸獎獲獎資格。

## 外部連結
- 新北市立中山國民中學網站 （页面存档备份，存于）
- 新北市立中山國中的Facebook專頁